# Gare de Linares-Baeza
La gare de Linares-Baeza, anciennement appelée Baeza-Empalme,,, est une gare ferroviaire espagnole des lignes de Linares-Baeza à Almería (410) et de Alcázar de San Juan à Cadix (400), située sur le territoire de la commune de Linares, dans la comarque de la Sierra Morena, dans la province de Jaén, en Andalousie.
Elle est mise en service en 1866 par la Compañía de los Ferrocarriles de Madrid a Zaragoza y Alicante (MZA). C'est une gare d'Administrador de infraestructuras ferroviarias (ADIF), desservie par des trains Alvia, Media Distancia, Regional Exprés de Renfe Operadora.

## Histoire
Historiquement, Linares-Baeza a été un important nœud ferroviaire où convergent les lignes Alcázar de San Juan-Cádiz et Linares-Almería. La gare a été construite à l'origine par la société MZA et inaugurée en 1866, étant située au milieu de la ligne de Manzanares à Cordoue. En 1941, avec la nationalisation du chemin de fer à écartement ibérique, RENFE a repris les installations. Avec l'ouverture en 1992 du Nouvel accès ferroviaire à l'Andalousie, comme beaucoup d'autres gares, Linares-Baeza a perdu de son importance dans le contexte ferroviaire.

## Service des voyageurs

### Desserte
La gare assure des liaisons quotidiennes avec six des huit provinces andalouses, la Castille-La Manche, Madrid, Valence et la Catalogne.

## Service des marchandises
La gare remplit également des fonctions logistiques grâce à une enceinte annexe appelée Linares-Baeza Mercancías.